# Il piccolo diavolo
Il piccolo diavolo è un film del 1988 diretto da Roberto Benigni, ed interpretato dallo stesso attore toscano insieme a Walter Matthau.
Fu presentato nella Quinzaine des Réalisateurs al Festival di Cannes 1989.

## Trama
Padre Maurizio viene chiamato a compiere un esorcismo. Riesce a liberare così una donna dall'essere che la stava possedendo, ma questo prende vita con un corpo autonomo. Questo diavolo, che afferma di chiamarsi Giuditta, figlio del vero Diavolo, pare essere scappato dall'Inferno per scoprire il mondo. Egli ricorda un po' un bambino: è curioso e non ha idea di come funzioni la società dei viventi. Scopre subito una passione per la zuppa inglese. Non è cattivo, semmai un po' narcisista e molesto nella sua curiosità. Giuditta stravolge la vita di Maurizio, seguendolo sempre in maniera stressante e petulante nonostante il sacerdote cerchi in tutti i modi di evitarlo, senza però mai riuscirci, ritrovandosi perciò costretto a dover arginare le stravaganze del diavoletto. Una mattina, a causa di un forte mal di testa dovuto ad una gran bevuta della sera precedente insieme a Giuditta, Maurizio viene rimpiazzato dal piccolo diavolo per la celebrazione della Messa che trasforma così in una buffa sfilata di moda, prendendo spunto da una che aveva visto la sera prima, durante un forte vento. Maurizio, una volta accorso in chiesa febbricitante, viene avvisato dagli altri padri su ciò che sta combinando Giuditta. Sviene provocando anche l'allontanamento della sua amica Patrizia, la quale crede che lui abbia perso la testa per lei e si sia ridotto in quello stato per causa sua.
Nel pomeriggio, Giuditta nota una scia di impronte di vernice fresca bianca utilizzata dagli operai per ritinteggiare delle strisce pedonali. Segue incuriosito le tracce che lo conducono ad una stazione ferroviaria, dove sale su un treno in partenza. Dopo un viaggio al quale partecipa anche Patrizia - in fuga da padre Maurizio, al quale ha scritto una lettera di addio -, Giuditta approda casualmente alla stazione di Taormina dove fa conoscenza con una donna, Nina - in realtà già apparsagli la sera precedente - e ne rimane stregato, specie dopo aver scoperto che sotto alla gonna essa nasconde qualcosa di misterioso, diverso da quello che vede su se stesso.
Si scoprirà che Nina in realtà è una creatura diabolica, simile a Giuditta, inviata dall'Inferno con il compito di riaccompagnarlo a casa. Nella sua impresa Nina viene aiutata dal prof. Cusatelli, anch'egli diavolo in incognito, il quale cerca di avvicinare Giuditta a Nina partendo dalle cose più banali come andare a passeggiare insieme fino ad arrivare a suggerirgli - durante una bizzarra partita al casinò nella quale Giuditta si è giocato ignaro un sacco di soldi - di passare la notte a letto con lei. Grazie a questa tattica Nina riesce così a entrare nel corpo di Giuditta per poterlo controllare. Giuditta la mattina dopo saluta Maurizio, giunto a Taormina per rincorrere la sua amata Patrizia; dopodiché si allontana, canticchiando con una "doppia voce".

## Produzione
Una parte del film è stata girata a Taormina e la stazione ferroviaria del film è la stazione di Taormina-Giardini. Alcune scene sono state realizzate a Roma nel giardino degli Aranci sull'Aventino.
Le scene interne al convento sono state girate all'interno della certosa di Calci in Toscana.
Il film è dedicato a Donato Sannini e Andrea Pazienza, due amici del regista morti nel periodo di realizzazione del film.
I titoli di testa, in animazione, sono stati realizzati da Gianni Fasciolo e Enrico Liberatore.

## Accoglienza
Il piccolo diavolo, con un guadagno di 40 miliardi di lire, è stato campione d'incassi italiano della stagione cinematografica 1988-89 e, fra i lungometraggi del regista toscano, tra quelli che hanno maggiormente incontrato i favori del pubblico.
Tullio Kezich, critico cinematografico, quando la pellicola uscì nelle sale lo definì un film che "da una parte diverte e mette allegria, dall'altra sconcerta e delude".

## Riconoscimenti
- 1989 - David di Donatello
  - Miglior attore protagonista a Roberto Benigni
  - Candidatura Miglior montaggio a Nino Baragli
  - Candidatura Migliore fonico di presa diretta a Remo Ugolinelli
- 1989 - Nastro d'argento
  - Candidatura Regista del miglior film a Roberto Benigni
  - Candidatura Miglior attore protagonista a Roberto Benigni
  - Candidatura Migliore attrice protagonista a Nicoletta Braschi
- 1989 - Ciak d'oro
  - Migliore attore protagonista a Roberto Benigni[4]